# Кохлен, Майк
Майк Кохлен (англ. Mike Coughlan (вариант транскрипции: Майк Куглан); род. 17 февраля 1959 года) — британский инженер, с 2002 года — главный дизайнер команды Формулы-1 «McLaren-Mercedes».

## Биография
В 1981 году окончил Лондонский Университет Брунеля, до 1984 года работал в команде «Tiga Cars», после чего перешёл в команду Формулы-1 «Lotus». После краха команды в 1990 году Кохлен перешёл в команду «Benetton». С 1996 по 1998 работал в команде «Ferrari», с 1998 по 2002 год — в «Arrows».
В июле 2007 года против Кохлена было выдвинуто обвинение в краже у «Ferrari» 800-страничного документа, содержащего конфиденциальную информацию, после чего он был отстранён от работы.
C 2009 года Кохлен работает в команде сербского предпринимателя Зорана Стефановича «Stefan Grand Prix», которая делает попытки дебютировать в сезоне Формулы-1 2011 года.